# Паркер, Боб
Роберт «Боб» Паркер (англ. Robert «Bob» Parker; род. 1953, Крайстчерч) — бывший телеведущий, в недавнем прошлом мэр Крайстчерча в Новой Зеландии.

## Ранние годы
Роберт «Боб» Паркер родился в семье водопроводчика Роберта Паркера (англ. Robert Parker) и его жены Одри Паркер (англ. Audrey Parker) и вырос в пригороде Крайстчерча — Хиткот-Вэлли. Когда Роберту было 11 лет, его семья переехала в другой пригород, Сомерфилд. Паркер окончил школу Крайстчерч-Саут-Интермедиейт, а затем Кашмирскую среднюю школу. Он намеревался стать фармацевтом и поступил в университет Кентербери на курс зоологии. После девяти месяцев обучения в университете Паркер начал подрабатывать на временной основе, попробовав себя в качестве продавца, официанта и заводского рабочего. Немногим позже Боб Паркер женился.

## Карьера ведущего
Вдохновлённый творчеством Брайана Эдвардса, Паркер решил, что он хочет работать на телевидении, но не перед камерой. В попытке стать кинооператором-документалистом, Боб Паркер безуспешно пытался найти работу в разных студиях по всей Австралазии. Друг посоветовал ему попробовать себя на радио, и после двух прослушиваний Боб Паркер в 1973 году получил работу диктора на радиостанции NZBC в Крайстчерче и через некоторое время купил дом в Вулстоне.
Через некоторое время Паркер переехал в Веллингтон, а затем в Окленд и устроился на работу на телевидении. Он стал одним из наиболее заметных ведущих канала TVNZ, участвовал в телемарафонах и церемониях вручения премии в области моды и дизайна Benson and Hedges Fashion Design Awards. В 1985 году Паркер был ведущим трёхчасового шоу, посвящённого 25-й годовщине канала TVNZ.
Паркер был ведущим ежегодного конкурса молодых фермеров Skellerup Young Farmer of the Year. Он признался, что первоначально ожидал встретить «кучу мужланов», но участники конкурса оказались «трудолюбивыми деловыми людьми», которые были «более осведомлены, чем обычный горожанин, о таких вещах, как политика, экономические тенденции, экспортный потенциал». Это помогло Паркеру изменить отношение к фермерству. При этом сам Паркер считал себя «голливудским фермером с пятью гектарами собственной земли, и даже если бы он построил забор, овцы проскакивали бы через него».
В 1984 году Паркер купил для новозеландского телевидения права на американское шоу This is Your Life. На протяжении следующих 12 лет он был ведущим этого шоу, исследователем и автором сценариев. Темой нескольких передач стала жизнь некоторых новозеландских знаменитостей, приглашённых в студию. Шоу подвергалось критике за отражение фактов в слишком позитивном ключе, однако в интервью журналу the Listener в 1990 году Паркер сказал: 

This Is Your Life — это не чернушная программа и не журналистское расследование; это нейтральная, спокойная передача, рассказывающая о жизни того или иного человека.Оригинальный текст (англ.)This Is Your Life is not a muck-raking programme; it is not an investigative current-affairs programme; it is a neutral, gentle, happy, celebration of a person's life.
Когда Соня Дэвис удивилась тому, что в шоу было проигнорировано её движение за мир, профсоюзы и работу по уходу за детьми, Паркер возразил, что он надеялся исправить впечатление о том, что Соня Дэвис «является леворадикальным политиком, едва ли не коммунистом», которое могли иметь некоторые люди. Вместо этого она была показана как «просто еще один киви, у которого есть личная философия, и который улучшил жизнь множества женщин в своей стране».
Актриса Барбара Эвинг также неохотно согласилась участвовать в шоу. Она сказала Бобу Паркеру при встрече с ним в Лондоне: 

Я поклялась никогда не появляться на этом шоу, так как в нём есть что-то от наиболее мерзких и тошнотворных программ, которые я когда-либо видела.Оригинальный текст (англ.)I had vowed never to appear on this show, that it contained some of the most puke-making programmes I have ever seen.
 Благодаря своему умению работать с людьми, Паркеру удалось переубедить актрису к концу шоу.
В середине 1980-х годов Боб Паркер был ведущим передачи This Is New Zealand — серии документальных фильмов молодой телевизионной компании Northern Television для североамериканской аудитории.
Паркер прекрасно понимал, что общественность воспринимала его как «несерьёзного» ведущего. Тем не менее, его это не тревожило. В интервью журналу the Listener в 1985 году он сказал: 

Мне не нужно заставлять людей уважать меня, до тех пор, пока я сам себя уважаю.Оригинальный текст (англ.)I don't need people to pay me a huge deal of respect as long as I respect myself.— 
К середине 1990-х годов отношения Паркера с TVNZ стали напряжёнными. Канал отказался транслировать в прямом эфире эпизод шоу This Is Your Life с участием Питера Блэйка, а затем, в 1997 году, TVNZ дал понять, что стал нужен свежий подход к шоу. Руководство канала выразило мнение, что шоу могло бы быть более формальным и нуждается в более современном виде. Без поддержки телеканала у Паркера не было другого выбора, кроме как продать свои права на шоу компании Touchdown Production, а Пол Холмс стал новым ведущим шоу This Is Your Life.
В 1992 году Боб Паркер вернулся в Крайстчерч и стал заниматься рекламой и маркетингом. Бывший студент-химик снялся в серии рекламных роликов аптечной сети.
В 2001 году он снялся в фильме Джиллиан Эсхерст Змеиная кожа как «странный танцующий человек».

## Представитель местных органов власти
Паркер начал заниматься политикой в начале 1990-х годов, когда он стал членом общественного совета полуострова Банкс. На протяжении нескольких лет он жил в Акароа и в период с 2001 по 2006 годы был мэром полуострова Банкс. Он выступал за передачу полномочий органов власти полуострова органам власти Крайстчерча. Объединение полномочий произошло 3 марта 2006 года. Боб Паркер стал членом городского Совета Крайстчерча, единственным представителем полуострова Банкс в городском Совете.
В октябре 2007 года Боб Паркер одержал победу на выборах мэра и сменил на этом посту Гарри Мура. На этих выборах среди 10 кандидатов на пост мэра Боб Паркер получил 47 033 голоса, Меган Вудс получила 32 821 голос, а Джо Джилс получила 14 454 голоса.
В 2009 году Паркер заявил, что будет участвовать в выборах мэра Крайстчерча в 2010 году.
Несмотря на то, что Паркер был действующим мэром, его рейтинг был ниже, чем у его основного конкурента, Джима Андертона. Так продолжалось до сильного землетрясения, случившегося 4 сентября 2010 года. После него Боб Паркер стал появляться на телевидении в прайм-тайм, отвечая на вопросы журналистов, в то время как СМИ не уделяли такого внимания Джиму Андертону. Обращения Паркера к жителям города были очень высоко оценены, а по результатам последующих опросов Паркер получил лидерство среди избирателей. 9 октября 2010 года Боб Паркер был переизбран на второй срок с 68 245 голосов в его пользу против 51 566 голосов за Джима Андертона (после подсчёта 98 % голосов).

### Землетрясение 2010 года

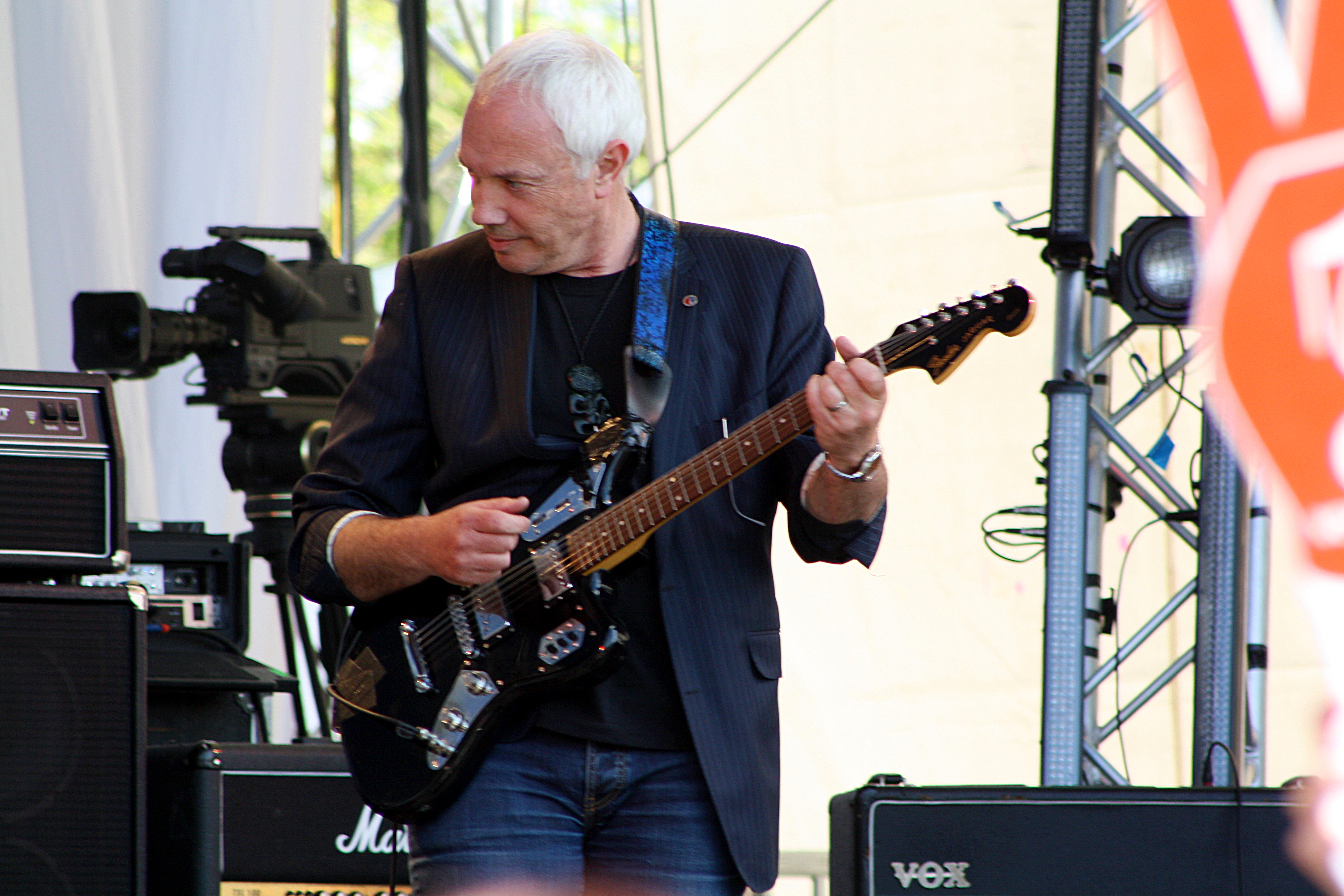
Боб Паркер выступает с группой The Bats на концерте Band Together Concert For Canterbury в октябре 2010 года.

Боб Паркер был действующим мэром Крайстчерча когда в сентябре 2010 года произошло землетрясение. После землетрясения мэр взаимодействовал со штабом гражданской обороны, полицией и подразделениями армии Новой Зеландии по вопросам восстановления города после землетрясения. В октябре 2010 года музыкальная группа The Bats, совместно с другими исполнителями организовали благотворительный концерт в поддержку пострадавших от землетрясения. На этот концерт в Хэгли-парке пришли около 140 000 человек. Боб Паркер присоединился к выступавшей группе The Bats и сыграл на гитаре.

### Землетрясение 2011 года

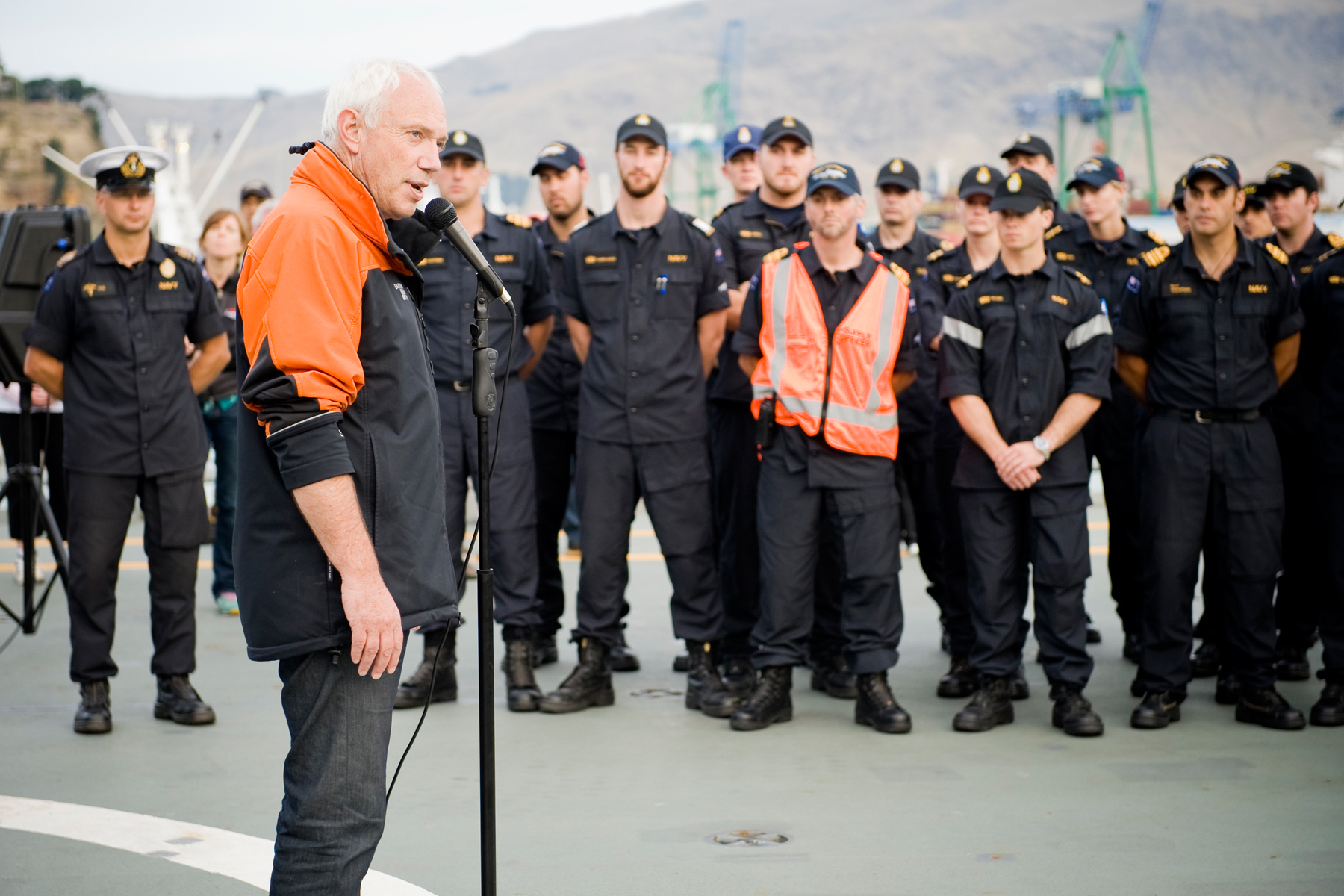
Боб Паркер общается с представителями мореходных компаний в порту Литтелтона.

Боб Паркер был представителем органов власти в средствах массовой информации в ходе восстановительных работ после землетрясения в феврале 2011 года. Он взаимодействовал с полицией, армией и спасателями и отвечал на вопросы прессы.
18 марта 2011 года Боб Паркер выступил с речью на общенациональной траурной церемонии в Хэгли-парке Крайстчерча в присутствии принца Уильяма, премьер-министра Джона Ки, оперной певицы Мальвины Мейджор, певицы Хэйли Вестенра, хора кафедрального собора Крайстчерча, сановников, представителей международных спасательных бригад и десятков тысяч новозеландцев.
1 февраля 2012 года у здания городского Совета Крайстчерча прошла акция протеста по поводу повышения заработной платы главы городского Совета, Тони Марриатта, на 70 000 новозеландских долларов в 2011 году. Около 4000 человек вышли на митинг в знак протеста против коррупции в городском Совете и призывали к досрочным выборам мэра.
В апреле 2013 года, когда правительство объявило о стоимости восстановительных работ в 40 миллиардов новозеландских долларов, Паркер сказал, что «в этом нет ничего удивительного» и назвал дополнительные инвестиции «хорошими для ВВП».

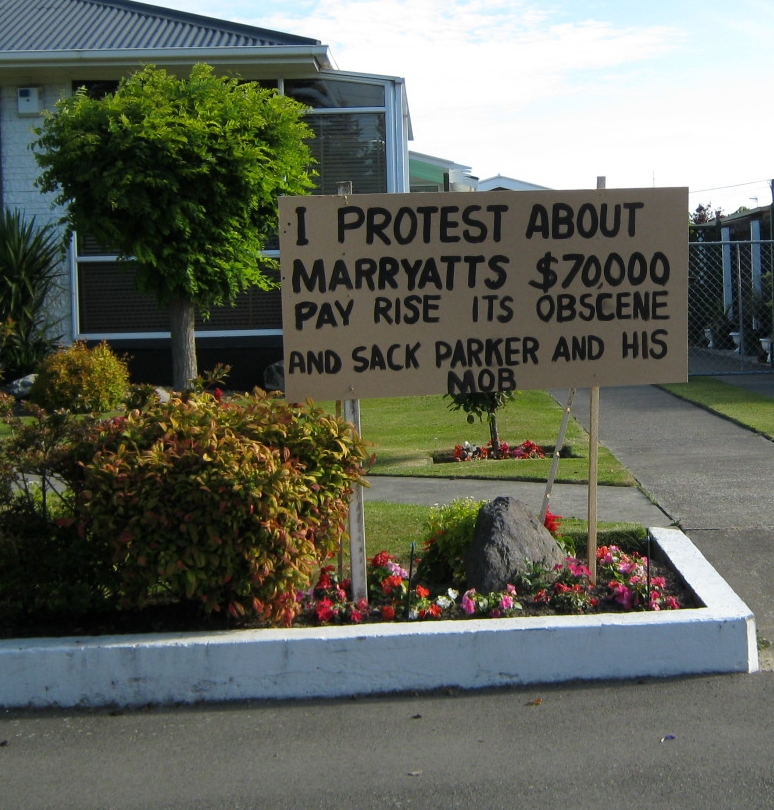
Протест жителей Крайстчерча против Паркера и главы городского Совета Марриатт, Тони.

В середине июня 2013 года, министр по ликвидации последствий землетрясений, Джерри Браунли, сообщил на пресс-конференции о том, что новозеландская организация по международной аккредитации (IANZ) выписала предписание городскому Совету Крайстчерча, угрожая отозвать аккредитацию для выдачи строительных разрешений. Это застало Паркера врасплох, поскольку он ничего не знал об этом предписании, и он осудил Браунли за то, что он не поговорил с Паркером до пресс-конференции. Паркер назвал действия Браунли «медиа ракетой». Отношения между Паркером и Браунли стали напряжёнными, а правительство усилило над действиями местных органов власти. После двухнедельных заверений Паркера о том, что городской Совет Крайстчерча будет отвечать всем требованиями IANZ, 1 июля 2013 года IANZ объявила, что городской Совет Крайстчерча будет лишён аккредитации на выдачу строительных разрешений. Было установлено, что глава городского Совета, Тони Марриатт, был связан с принятием решения о том, чтобы не информировать избранных членов Совета и мэра. 3 июля 2012 года он был отправлен в бессрочный отпуск.
В августе 2012 года Боб Паркер объявил, что он собирается баллотироваться на третий срок в качестве мэра. Тем не менее, из-за сложностей, возникших во время пребывания Паркера на посту мэра, ожидалось, что он не будет переизбираться на третий срок. 5 июля 2013 года Паркер выступил на канале Campbell Live, сообщив о том, что он не будет участвовать в предстоящих выборах мэра, ссылаясь на то, что у него нет сил и энергии для третьего срока на посту мэра. На следующий день он подтвердил, что должен был «взять на себя ответственность» за потерю городским Советом аккредитации IANZ.

## Личная жизнь
У Боба Паркера есть три сына от первого брака и трое внуков. В 2009 году он женился во второй раз, его избранницей стала Джоанна Николлс-Паркер.
Паркер проводит свободное время в кругу семьи, интересуется музыкой, фильмами и театром, любит гулять. Ему нравится всё, что связано с машинами и механизмам.
В 2012 году Боб Паркер выпустил книгу мемуаров, «Ripped Apart: A City in Chaos» (рус. Разорванный в клочья: город в хаосе), в которой он рассказал о своём опыте пребывания на посту мэра во время землетрясений в Крайстчерче.

## Награды
31 декабря 2013 года Боб Паркер был награждён новозеландским орденом «За заслуги» за свою работу на посту мэра Крайстчерча и служение обществу. По трагическому совпадению, в этот же день после продолжительной болезни, на 80-м году жизни, скончался отец Боба Паркера, Роберт Паркер. Он лишь на несколько часов пережил момент награждения сына высшим орденом Новой Зеландии.